# Tassis-drieluik
Het Tassis-drieluik is een 16e-eeuws triptiek gemaakt in opdracht van postmeester-generaal Jan Baptist van Tassis voor de familiekapel in de Brusselse Zavelkerk. Het werk, overgebracht naar Slot Sankt Emmeram in Regensburg, wordt tentatief toegeschreven aan Bernard van Orley. 

## Voorstelling
Het centrale paneel toont een Kruisiging met de donateuren: links Jan Baptist van Tassis en rechts zijn vrouw Christina van Wachtendonck. Het was uitzonderlijk dat donateuren in de heilige scène zelf werden weergegeven en niet op de zijluiken. Het linkerpaneel toont de patroonheilige Johannes de Doper en de mannelijke kinderen van het koppel. Op het rechterzijluik zien we Christina van Bolsena en de dochters. 
Opvallend zijn de overschilderingen waardoor links en rechts een kinderhoofd is toegevoegd. Men vermoedt dat dit is gedaan door Margaretha Clementine van Oostenrijk, vorstin van Thurn und Taxis: ze zou een kinderportret hebben toegevoegd van prins Gabriël van Thurn en Taxis, na zijn voor de familie schokkende dood in de Slag om Stalingrad in 1942, en van zijn in het kraambed gestorven tweelingzus Michaela.

## Toeschrijving
Het werk is niet gesigneerd of gedateerd. Op stilistische gronden zou een attributie aan de Meester van 1518 of Adriaen Ysenbrandt in aanmerking komen, maar de gelijkenissen met Van Orleys werk zijn groter. Bovendien weet men dat hij in de omgeving van het Hof van Thurn en Tassis woonde en dat hij verschillende opdrachten voor de familie uitvoerde, zoals de kartons voor de vier wandtapijten over Onze-Lieve-Vrouw van de Zavel. Daarom vermoedt men dat hij of iemand uit zijn dichte omgeving de auteur is.

## Herkomst
Het triptiek werd in januari 1846 voor 900 frank verkocht door Thialans, onderpastoor van de Zavelkerk, aan prins Maximilian Karl von Thurn und Taxis. Hoewel Thialans vertelde dat hij het werk had gekregen van een armlastige weduwe, zou hij het wel eens zelf uit het mausoleum van zijn kerk kunnen hebben gehaald. Hij had de prins in juli 1845 uit eigen beweging benaderd om het voor 1200 frank te verkopen. Na aankoop werd het gerestaureerd door de schilder Theys en vertrok het in maart 1846 naar Duitsland.